# Бобруйск (аэродром)
Аэродро́м Бобру́йск (бел. Аэрадро́м Бабру́йск; ИКАО: UMNB) — военный аэродром 83-го отдельного ордена Красной Звезды инженерно-аэродромного полка ВВС и войск ПВО Республики Беларусь, расположенный на юго-западной окраине Бобруйска. Функционирует в качестве запасного аэродрома.

## История

### 1918—1941 годы
Известно, что в феврале—июне 1918 года в Бобруйске действовал аэродром, на котором размещалась авиация 1-го Польского корпуса (командовал авиацией корпуса полковник П. Абаканович). На вооружении корпуса, в частности, находилось несколько бомбардировщиков «Илья Муромец» из разных серий.
Во время Советско-польской войны (1919—1921) с сентября 1919 года по июль 1920 года в Бобруйске (в районе Киселевичей) дислоцировались 12-я разведывательная и 13-я истребительная эскадрильи, приданные 4-й польской армии. После занятия Бобруйска частями Красной армии в июле 1920 года, бывший польский аэродром использовался на время наступления авиацией 16-й армии РККА.
В январе 1922 года в целях содействия «борьбе с бандитизмом» в Бобруйск был переведён 2-й отряд Дивизиона воздушных кораблей «Илья Муромец» (ДВК) под командованием А. К. Туманского. Бомбардировщики «Илья Муромец» для выполнения подобных задач были малоэффективны, поэтому в войсковых операциях не участвовали. Из-за плохих условий хранения самолёты пришли в негодность, и отряд был расформирован.
В 1930 году в Бобруйске был сформирован 2-й авиационный батальон особого назначения (БОН) — одно из первых советских воздушно-десантных воинских подразделений. Организационно 2-й БОН относился к ВВС РККА.
В период с 15 апреля по 15 мая 1938 года на аэродроме на основе 17-й истребительной авиаэскадрильи, а также кадров 30-й, 33-й, 45-й, 57-й и 105-й истребительных авиаэскадрилий в составе 4-х[перепроверить] эскадрилий сформирован 35 истребительный авиационный полк. По окончании формирования полк вошёл в состав 142-й истребительной авиационной бригады ВВС Белорусского Особого военного округа.
В период с 17 по 28 сентября 1939 года 35-й истребительный авиационный полк в составе 56-й истребительной авиационной бригады ВВС 4-й армии Белорусского фронта принимал участие в освобождении Западной Белоруссии на самолётах И-16 и И-15бис. В этот период полк выполнил боевых вылетов — 111 (37 звено-вылетов).
По состоянию на 20 октября 1939 года в Бобруйске действовала 130-я авиационная база ВВС РККА, являвшаяся местом дислокации 4-го и 35-го истребительных авиационных полков 56-й авиационной бригады, которые накануне приняли участие в Польском походе РККА.
С 7 апреля 1940 года 35-й истребительный авиационный полк вышел из состава 56-й истребительной авиационной бригады и на самолётах И-153 перебазировался на аэродром Чорох города Батуми, войдя в состав 25-й смешанной авиадивизии ВВС Закавказского военного округа.
С августа 1940 года бобруйский аэродром стал местом базирования самолётов 13-й бомбардировочной авиационной дивизии ВВС РККА (в частности, самолётов управления 13-й бад, 24-го, 97-го и 130-го скоростных бомбардировочных авиационных полков), а также курсов командиров звеньев ВВС (ККЗ) Западного особого военного округа. Данные авиационные подразделения были оснащены бомбардировщиками СБ и Су-2, многоцелевыми бипланами У-2, а также учебными самолётами УСБ
На момент начала германской агрессии против СССР 22 июня 1941 года на бобруйском аэродроме находилось 154 самолёта как 13-й бад и ККЗ, так и перегоняемые в приграничные полки, из них: 140 — боевых самолётов (58 — СБ, 50 — Су-2, 28 — Пе-2 и 4 — Ил-2), 6 — учебно-тренировочных самолётов УСБ и 8 — самолётов связи У-2. К концу того же дня из Пинска в Бобруйск перелетело 16 уцелевших бомбардировщиков СБ 39-го скоростного бомбардировочного авиационного полка 10-й смешанной авиационной дивизии, которые тут же были переподчинены командованию 24-го сбап. 23 июня 1941 года из-под Бреста прибыло ещё 9 истребителей И-153 123-го истребительного авиационного полка 10-й саб, а из Минска перебазировались остатки 160-го истребительного авиационного полка 43-й истребительной авиационной дивизии, из которых была сформирована «приданная группа истребителей».
В течение первых дней войны действовавшая с аэродрома Бобруйск советская бомбардировочная авиация наносила удары по немецким аэродромам, складам, скоплениям войск и артиллерийским позициям в районах населённых пунктов Бела, Седлец, Коссово и Сувалки. Всего было выполнено 127 боевых вылетов, сброшено фугасных авиационных бомб: ФАБ-100 — 636 и ФАБ-504 — 102, при этом потери составили до 45 % лётного состава.
В свою очередь, аэродром также подвергался постоянным бомбовым ударам люфтваффе, и к концу дня 26 июня 1941 года ВВС РККА были вынуждены его покинуть. Уже вечером 27 июня в районе бобруйского аэродрома велись наземные бои.

### 1944—1994 годы
С 9 сентября 1944 года на аэродроме базировался 1006-й истребительный авиационный полк ПВО на самолётах Як-7 и Як-9 из состава 148-й иад ПВО. Полк выполнял задачи по прикрытию объектов от воздушного противника.
После освобождения Бобруйска летом 1944 года аэродром использовался в целях авиационного обеспечения дальнейшего наступления Красной армии. С начала 1945 года на бобруйском аэродроме проводилось доукомплектование и подготовка 330-го бомбардировочного авиационного полка 48-й бомбардировочной авиационной дивизии, который так и не принял участие в боевых действиях по причине окончания войны и для которого аэродром стал местом постоянного базирования.
В последующие годы, вплоть до 1994 года, аэродром Бобруйск использовался главным образом бомбардировочной авиацией дальнего действия.
В конце мая 1945 года в Бобруйск были передислоцированы: 111-й бомбардировочный авиационный полк 50-й бомбардировочной авиационной дивизии и управление 22-й гвардейской бомбардировочной авиационной дивизии. Летом 1945 года в Бобруйске также были размещены управления: 6-й гвардейской бомбардировочной авиационной дивизии (переведено в Черняховск в 1947 году), 3-го гвардейского бомбардировочного авиационного корпуса (расформировано в августе 1956 года) и 1-й воздушной армии (переведено в Минск в 1946 году).
В апреле 1946 года 111-й бап и 330-й бап были введены в состав 22-й гв. бад, и в мае того же года на бобруйский аэродром также был перебазирован 200-й гвардейский бомбардировочный авиационный полк этой же авиадивизии. Все три авиаполка были полностью оснащены американскими бомбардировщиками среднего радиуса действия North American B-25 Mitchell.
В ноябре 1949 года 330-й бап был расформирован, а 111-й бап и 200-й гв. бап перевооружены первыми советскими стратегическими бомбардировщиками Ту-4 (с 1950 года эти авиаполки, так же как и 22-я гв. бад, стали именоваться тяжёлыми бомбардировочными). Кроме этого, в 1949—1951 годах была произведена замена деревянного покрытия аэродрома на бетонное.
В следующие годы на аэродроме Бобруйск размещались стратегические бомбардировщики, находившиеся на вооружении 111-го тбап и 200-го гв. тбап (111-й тбап был расформирован в феврале 1971 года):
- Ту-4 — до 1956 года;
- Ту-16 — в 1955—1986 годах;
- Ту-16К — в 1964—1992 годах;
- Ту-22М3 — с 1986 года[15][21][22][23].

В состав 200-го гв. тбап также входила эскадрилья самолётов-заправщиков Ту-16Н.
Согласно данным ДОВСЕ, по состоянию на 1 января 1991 года на вооружении 200-го гв. тбап находилось: 20 — ТУ-22М3 и 18 — Ту-16К.
При аэродроме также было сооружено два хранилища ядерного оружия (объект «Казаково»): в возведённом в середине 1950-х годов — хранилось 9 водородных бомб, в более позднем сооружении — 200 ядерных боеголовок для крылатых ракет. К конце 1994 года все ядерные боеприпасы были вывезены на территорию Российской Федерации, а объект передан на баланс Бобруйского горисполкома, после — Бобруйского лесхоза. По состоянию на 2014 год объект находился в заброшенном состоянии с разрушенной инфраструктурой.
После распада СССР 22-я гв. тбад перешла в юрисдикцию Российской Федерации, и в ноябре—декабре 1994 года управление авиадивизии и 200-й гв. тбап были передислоцированы со всем авиационным вооружением с территории Республики Беларусь на аэродром Белая (Иркутская область, Россия).
Одно время аэродром Бобруйск использовался также истребительной авиацией. В январе 1946 года на аэродром был перебазирован 4-й истребительный авиационный полк 144-й истребительной авиационной дивизии. С октября 1951 года по ноябрь 1953 года на бобруйском аэродроме также базировался 383-й истребительный авиационный полк 144-й иад, вооружённый самолётами МиГ-15. В марте 1958 года аэродром покинул и 4-й иап, вооружённый на тот момент самолётами МиГ-17.

### После 1994 года
В 1994—2002 годах аэродром Бобруйск являлся местом базирования 13-й отдельной вертолётной эскадрильи боевого управления Военно-воздушных сил Республики Беларусь.
Данное авиационное подразделение было сформировано в 1946 году в Бресте на базе 994-го отдельного авиационного полка связи, получив наименование: 13-я отдельная авиационная эскадрилья связи, и находилось в подчинении сухопутных войск Белорусского военного округа. Позже 13-я оаэс была реорганизована в 13-ю отдельную смешанную авиационную эскадрилью и с 1960 года использовалась для авиационного обеспечения штаба 5-й гвардейской танковой армии с местом базирования на аэродроме Киселевичи, расположенном на северной окраине Бобруйска. В 1980-х годах 13-я осаэ была реорганизована в 13-ю отдельную вертолётную эскадрилью; военнослужащие подразделения принимали участие в боевых действиях на территории Афганистана и ликвидации последствий аварии на ЧАЭС.
На момент 1990 года 13 овэ входила в состав авиации Сухопутных войск Вооружённых сил СССР и, согласно данным ДОВСЕ, имела на вооружении: 2 вертолёта — Ми-6, 3 вертолёта — Ми-8 и несколько транспортных самолётов.
В июне 1992 года 13 овэ вошла в состав ВВС Республики Беларусь, в 1993 году — была переформирована в 13-ю отдельную вертолётную эскадрилью боевого управления, в мае 1994 года — перебазирована с аэродрома Киселевичи на аэродром Бобруйск.
В 2002 году, в рамках создания единых ВВС и войск ПВО Республики Беларусь и по итогам структурной реорганизации, 13 овэ бу была расформирована, а авиационная техника и лётный состав переданы 50-й смешенной авиационной базе, расположенной на аэродроме Мачулищи. На тот момент времени на вооружении эскадрильи находились вертолёты: Ми-8, Ми-9 и Ми-22.
С 2002 года аэродром Бобруйск находится в управлении 83-го отдельного ордена Красной Звезды инженерно-аэродромного полка ВВС и войск ПВО Республики Беларусь. 83-й оиаэп содержит аэродром в постоянной эксплуатационной готовности, обеспечивает приём и вылет воздушных судов с аэродрома.
83-й оиаэп был сформирован во исполнение директивы министра обороны Республики Беларусь от 31 мая 1994 года на базе: 159-го отдельного ордена Красной Звезды инженерно-аэродромного батальона (Бобруйск), 353-го отдельного инженерно-аэродромного батальона (Бобруйск) и 22-го отдельного инженерно-аэродромного батальона (Речица). В соответствии с директивой Генерального штаба Вооружённых сил Республики Беларусь от 10 декабря 2001 года 83-й оиаэп вошёл в состав ВВС и войск ПВО Республики Беларусь.
83-й оиаэп также предназначен для выполнения задач по строительству и восстановлению аэродромов в ходе инженерно-аэродромного обеспечения действий всех авиационных частей и подразделений ВВС и войск ПВО Республики Беларусь.

## Происшствия
- 2 июня 1977 г. катастрофа самолёта Ту-16, аэродром Бобруйск, КК командир отряда старший лейтенант Харьков А. Н. Экипаж выполнял перелет с аэродрома Мачулищи на аэродром Бобруйск. После взлета с высоты 1530 м перешёл на крутое пикирование с углом до 70° и столкнулся с землей. Экипаж и находившийся на борту старший техник самолёта погибли.